# Ikeya–Seki
Komet Ikeya-Seki je dugoperiodični komet kojeg su neovisno otkrila dva promatrača, Kaoru Ikeya i Tsutomu Seki. Prvi izračuni orbite pokazali su da će komet proći veoma blizu Sunca te će vjerojatno biti veoma sjajan. Komet se ponašao onako kako je predviđeno i kako je prilazio perihelu moglo ga se vidjeti u sred dana kako sjaji magnitudom od -10. Jezgra kometa se malo prije prolaska kroz perihel raspala u tri dijela s gotovo identičnom orbitom. Nakon prolaska kroz perihel komet se pojavio na jutarnjem nebu s veoma sjajnim repom. Početkom 1966. je komet nestao iz vida otišavši u vanjske dijelove Sunčeva sustava. 
Komet je pripadnik Kreutzove obitelji kometa (eng. Kreutz Sungrazers) obitelji kometa, koja je nastala kada se veliki komet raspao 1106. godine.